# Caenohalictus pacis
Caenohalictus pacis är en biart som först beskrevs av Janvier 1955.  Caenohalictus pacis ingår i släktet Caenohalictus och familjen vägbin. Inga underarter finns listade.